# Ometeotl
Ometeotl (nah. "dwa bóg") – w wierzeniach Azteków i innych ludów Nahua dwoisty bóg-kreator, stwórca świata i wszystkich innych bóstw. Składał się z męskiego pierwiastka Ometecuhtli (Pan Dwoistości) i żeńskiego Omecihuatl (Pani Dwoistości).
Ometeotl zajmuje centralne miejsce w azteckiej kosmogonii jako twórca wszechświata (Cemanahuatl), będący zjednoczeniem przeciwieństw którego ziemskimi symbolami są np. dzień i noc, gorąco i zimno, sucho i wilgotno, kobieta i mężczyzna czy życie i śmierć. Dualny Ometeotl jako Ometecuhtli i Omecihuatl zamieszkiwał według indiańskich legend najwyższy poziom azteckiego nieba, Omeyocan (Podwójne Miejsce), gdzie stworzył cztery najważniejsze bóstwa Azteków: Huitzilopochtli, Quetzalcoatl, Tezcatlipoca i Xipe Totec. Określano go także jako Moyococoyani (Ten, Który Stwarza Się Sam) lub Ipalnemohua (Dawca Życia lub Ten, dzięki któremu żyjemy), Tloque Nahuaque (Pan Bezpośredniej Bliskości), Tonacateuctli i Tonacacihuatl (Pan i Pani Pożywienia).
W wierzeniach ludów Nahua Ometeotl był nie tyle bogiem, podobnym do bogów starożytnej Grecji czy Rzymu, ile manifestacją esencji i mocy stwórczej, boskiej esencji, która wypełniała innych bogów, a w pewnej mierze władców i kapłanów.
Ometeotl nie był obiektem oficjalnego kultu, nie budowano mu żadnych świątyń ani nie odprawiano żadnych uroczystości, to był on obiektem poematów religijno-filozoficznych, w których był przedstawiany jako dobroczynny stwórca, ojciec i matka bogów i żywych istot, a także kapryśny wszechwiedzący, który zabawia się kosztem śmiertelników.